# Polimerasa d'ADN
La polimerasa d'ADN, DNA Polimerasa o el seu acrònim DNApol és una proteïna enzimàtica encarregada de duplicar les cadenes d'ADN durant la replicació. Les ADN polimerases catalitzen la polimerització dels dNTPs (desoxirribonucleòtids) juntament amb una cadena d'ADN que actua de plantilla o motlle durant la replicació de l'ADN.
Actualment és present en la totalitat d'éssers vius i indispensable per a la seva pervivència.

## Caracterització bioquímica de l'ADN polimerasa I d'Escherichia coli

### Funcionament catalític
L'ADN polimerasa ocupa el paper central en la síntesi de noves cadenes d'ADN. En cada forca de replicació, l'ADN polimerasa i altres proteïnes intervenen en la síntesi de les noves cadenes d'ADN complementàries respecte a les dues cadenes parentals. Durant aquest procés, l'ADN polimerasa reconeix una base nucleotídica no aparellada de la cadena parental i la combina amb un nucleòtid lliure que té la base complementària correcta. A continuació, l'ADN polimerasa catalitza la formació de nous enllaços covalents que lliguen el fosfat del nucleòtid lliure entrant amb el sucre del nucleòtid prèviament agregat en la cadena filla en creixement. D'aquesta forma, l'ADN polimerasa sintetitza l'esquelet de sucre-fosfat de la cadena filla.
Després de l'acció de l'ADN polimerasa I (E.coli), i una vegada s'han eliminat i afegit al voltant d'unes 10 bases, intervé l'enzim ADN-ligasa, que uneix els extrems lliures del fragment recent format amb la resta de la cadena, recuperant així l'ADN la seva estructura normal. La propietat de les ADN polimerases per a replicar brins d'ADN s'utilitza per a la reacció en cadena per la polimerasa o PCR, per tal d'obtenir un gran nombre de còpies d'un fragment d'ADN particular, amplificant-lo per a propòsits d'investigació o de diagnosi.

### Mode d'operació

Replicació d'ADN

En cada forquilla de replicació, l'ADN pol i altres enzims sintetitzen dues noves cadenes d'ADN que són complementàries respecte a les 2 cadenes originals. Durant aquest procés, l'ADN polimerasa reconeix una base nucleotídica no aparellada de la cadena original i la combina amb un nucleòtid lliure que té la base complementària correcta. Després, l'ADN pol catalitza la formació de nous enllaços covalents que lliguen el fosfat del nucleòtid lliure entrant amb el sucre del nucleòtid prèviament agregat a la cadena filla en creixement. D'aquesta forma, l'ADN pol sintetitza l'esquelet de sucre-fosfat de la cadena filla.

### Funcions específiques
- Reconèixer l'estructura de l'ADN de cadena única i unir-s'hi.
- Reconèixer els diferents nucleòsids
- Catalitzar l'esterificació de l'àcid difosfòric d'un nucleòsid amb l'extrem de la cadena d'ADN en síntesi.
- Avançar en sentit de lectura.
- Capacitat de corregir errors.
- D'altra banda, en el procés de transcripció de l'ADN, copiant l'ADN d'una de les cadenes de nucleòtids, però aquest cop, la còpia es realitza en forma d'ARN, també de forma complementària (A per U, C per G).

### Biotecnologia de les ADNpol
Actualment les reaccions en cadena de la polimerasa o PCR (de l'anglès polimerase chain reaction) són mediades per ADNpol procedents d'organismes adaptats a altes temperature com poden ser Thermus aquaticus (Taq pol) o Pirococcus furiosus.
Aquestes tenen la característica de no malmetre's durant l'escalfament en la fase de desnaturalització de l'ADN en cada cicle i, per tant, no cal addicionar nova ADNpol en cada nou cicle.